# Heribert Boeder
Heribert Boeder (* 17. November 1928 in Adenau, Eifel; † 4. Dezember 2013 in Osnabrück, Niedersachsen) war ein deutscher Philosoph.

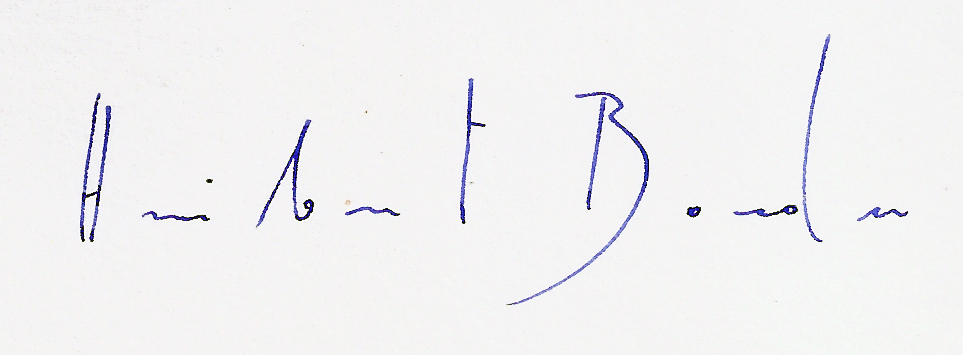
Heribert Boeder. Signatur 1993

## Leben
Heribert Boeder besuchte die Grundschule und das Realgymnasium in Ahrweiler. Seine Schulzeit wurde 1944 unterbrochen, als er mit 16 Jahren als Hilfskraft der Luftwaffe zum Wehrdienst einberufen wurde. Nach dem Abitur begann er 1948 ein Studium der Philosophie, Lateinischen Philologie und Geschichte an der Universität Mainz, wechselte danach an die Universität Freiburg im Breisgau, wo er nunmehr Philosophie bei Martin Heidegger und Eugen Fink studierte, sowie – nach Aufgabe des Geschichtsstudiums – Griechische Philologie bei Hermann Gundert, Lateinische Philologie bei Karl Büchner und Sprachwissenschaft bei Johannes Lohmann. 1954 promovierte er bei Eugen Fink mit einer Arbeit über Platons Frühdialoge. Anschließend erhielt er ein Stipendium der Deutschen Forschungsgemeinschaft (DFG) und wurde Assistent bei Johannes Lohmann. Es folgte zunächst ein Studienaufenthalt am King’s College in Cambridge (1958), den ihm ein Stipendium des British Council ermöglichte. Seine Bekanntschaft mit John Earle Raven in Cambridge bildete den entscheidenden Anstoß zur Beschäftigung mit der Sprachanalyse. Nach seiner Rückkehr 1961 habilitierte sich Boeder 1962 an der Universität Freiburg und lehrte dort anschließend als Privatdozent. Ein Stipendium der Französischen Regierung ermöglichte ihm einen weiteren Studienaufenthalt am Collège de France in Paris, wo Maurice Merleau-Ponty gelehrt hatte, sowie nach einer Einladung von Gilbert Ryle eine Gastprofessur an der University of Oxford (1964). 1971 wurde Boeder als Nachfolger von Hermann Glockner auf den Lehrstuhl am Seminar für Philosophie der Technischen Universität Braunschweig berufen. Er erhielt zahlreiche Einladungen zu Vorträgen in Italien, England und Frankreich; Außerdem nahm er Gastprofessuren an der Duquesne University in Pittsburgh und an der New School von New York wahr. Seit 1988 lehrte er an der Universität Osnabrück, wo er 1996 emeritiert wurde. Als Emeritus bot er dort noch bis zum Sommersemester 2010 Lehrveranstaltungen an.
Boeder war korrespondierendes Mitglied der Mailänder Akademie der Wissenschaften (Lombardo-Institut) und seit 1977 Mitglied der Braunschweigischen Wissenschaftlichen Gesellschaft.
Seit 1958 war Heribert Boeder mit Anita Philippi (1931–2013) verheiratet; Das Paar hat einen Sohn und eine Tochter.
Zu den Schülern Boeders gehören Claus-Artur Scheier, Martin Zubiria.

## Werke
Heribert Boeder begründete mit dem „logotektonischen Denken“ eine Methode zur „Bestimmung der Sache des Denkens“ (Heidegger). Sie ist Gegenstand seines ersten Hauptwerks, der „Topologie der Metaphysik“, in dem er die in drei Epochen zu unterteilende Geschichte der abendländischen Philosophie als Geschlossene darstellt. Der logotektonische Aufbau beruht dabei auf der Struktur der „Ratio“ eines jeden Philosophen, die sich jeweils in drei „Termini“, in das „Denken“, die „Sache des Denkens“ und den „Bestimmungsgrund“ gliedert. Die Geschlossenheit der abendländischen Philosophie – von Parmenides bis Hegel – beruht dabei auf dem Wechsel der drei Termini, deren charakteristische Reihenfolge jeweils die Position der Ratio eines der geschichtlich relevanten Philosophen im Ganzen der Geschichte des abendländischen Denkens bestimmt. Boeder hat aber auch die Moderne als ein Besinnungsganzes erschlossen: I. Die Besinnung auf die Wissenschaften (Frege, Schlick, Kuhn), II. Die Besinnung auf das ausgelegte Leben (Dilthey, Husserl, Wittgenstein), III. Die Besinnung auf das Menschenwesen (Marx, Nietzsche, Heidegger). Zuletzt aber vermochte er die Submoderne wieder als ein Ganzes zu erschließen, und zwar aus drei Modi der Reflexion: I. Die an-archische (Merleau-Ponty, Foucault, Derrida), II. Die strukturale (Jakobson, Barthes, Lévi-Strauss), III. Die sprachanalytische (Ryle, Austin, Dummett).

## Schriften
- Der frühgriechische Wortgebrauch von Logos und Aletheia. in: Archiv für Begriffsgeschichte. 4 (1959), S. 82–112.
- Grund und Gegenwart als Frageziel der früh-griechischen Philosophie. Den Haag 1962.
- Topologie der Metaphysik. Karl Alber, Freiburg / München 1980 (Orbis academicus. Sonderband 5), ISBN 3-495-47437-4.
- Das Vernunft-Gefüge der Moderne. Karl Alber, Freiburg / München 1988, ISBN 3-495-47656-3.
- Das Bauzeug der Geschichte. Aufsätze und Vorträge zur griechischen und mittelalterlichen Philosophie. Hrsg. v. Gerald Meier. Königshausen & Neumann, Würzburg 1994, ISBN 3-88479-782-4.
- Seditions: Heidegger and the Limit of Modernity. Hrsg. und übers. v. Marcus Brainard. State University of New York, Albany, NY 1997, ISBN 978-0-7914-3532-8.
- Die Installationen der Submoderne. Zur Tektonik der heutigen Philosophie. (Orbis phaenomenologicus Studien. Band 15). Königshausen & Neumann, Würzburg 2006, ISBN 3-8260-3356-6.
- Die letzte Epoche der Metaphysik in ihrer Kern-Phase. Hrsg. von Martin Zubria und Marcus Brainard. Duncker und Humblot, Berlin 2016, ISBN 978-3-428-14804-2
- In officium Sapientiae. Antología de textos filosóficos vol. I ; "¿Qué consuma la filosofía primera?" y otros escritos. Übers. und Anm. v. Martin Zubiria. Mendoza, Argentinien: Universidad Nacional de Cuyo. Facultad de Filosofía y Letras. 2017. https://bdigital.uncu.edu.ar/8889.
- In officium Sapientiae. Antología de textos filosóficos vol. II; "La memoria de la sophia" y otros escritos. Übers. und Anm. v. Martin Zubiria. Mendoza, Argentinien: Universidad Nacional de Cuyo. Facultad de Filosofía y Letras. 2017. https://bdigital.uncu.edu.ar/8890.
- In officium Sapientiae. Antología de textos filosóficos vol. III; "Paradojas divinas" y otros escritos. Übers. und Anm. v. Martin Zubiria. Mendoza, Argentinien: Universidad Nacional de Cuyo. Facultad de Filosofía y Letras. 2017. https://bdigital.uncu.edu.ar/8891.
- El Saber de las Musas: Homero, Hesíodo y Solón. Introducción, traducción, notas y sumarios de Martín Zubiria. Ediciones Clásicas, Madrid 2024, ISBN 978-84-7882-926-2.